# Воттозеро
Во́ттозеро — российское озеро в западной части Республики Карелия, в Муезерском районе.
Озеро узкое, вытянуто с севера на юг. Берега низкие. Каменистые берега составляют половину протяжённости береговой линии, встречаются песчаные и травянистые участки. На озере семь островов общей площадью 0,16 км².
В озеро впадает река Тяжа, вытекает река Вотто, впадающая в озеро Гимольское.
В озере обитают ряпушка, плотва, сиг, щука, лещ, окунь, налим, ёрш.
Озеро замерзает в ноябре, вскрывается ото льда в середине мая.

## Панорама

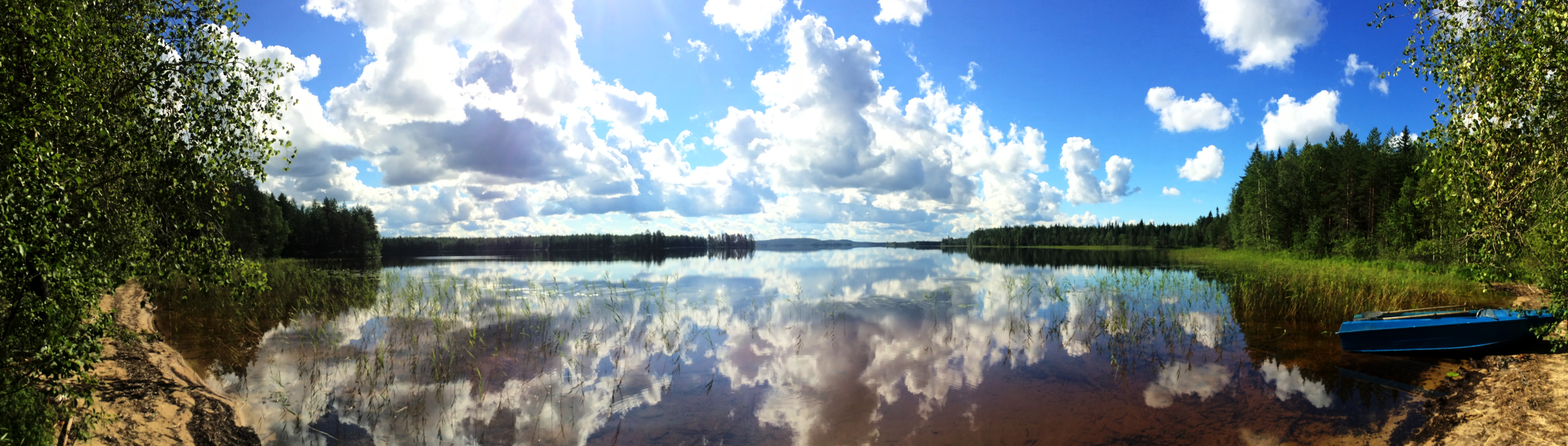
Панорама